# Nordbezirk (Israel)

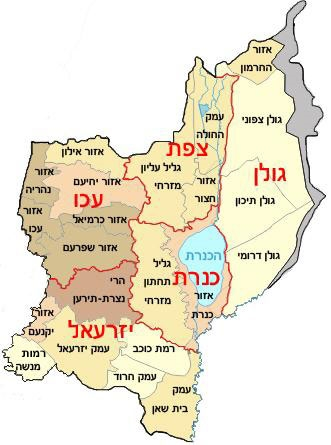
Die Unterbezirke und Regionen des Nordbezirks

Der Nordbezirk, auch Nördlicher Bezirk (arabisch منطقة الشمال, DMG Minṭaqat asch-Schamal, hebräisch מחוז הצפון Mechos haZafon) ist einer der sechs Bezirke im Staat Israel. Er hat eine Fläche von 4473 km². Bezirkshauptstadt ist Nof HaGalil, die größte Stadt ist Nazareth.
Die Golanhöhen werden vom Israelischen Zentralbüro für Statistik (CBS) als Teil Israels gezählt, weshalb sie in Verwaltungsangelegenheiten als ein Teil des Nordbezirks gelten. Die Vereinten Nationen erkennen das nicht an, da Voraussetzung für eine Anerkennung die Zustimmung Syriens zur israelischen Annexion der Golanhöhen wäre.

## Geschichte
Der Bezirk ist territorial im Wesentlichen eine Fortschreibung des nördlichen Distrikts im Mandatsgebiet Palästina, wie er seit 1937 umrissen war, zunächst bezeichnet als District of Acre and Galilee, ab 1939 dann einfach District of Galilee (Distrikt Galiläa) genannt.
Jisraʾel Koenig, 1968 bis 1986 Geschäftsträger (hebräisch מְמוּנֶּה Məmunneh, deutsch ‚Eingesetzter‘ [Beamter/Vertreter]) des Innenministeriums für den Nordbezirk, arbeitete einen Masterplan für die Verdichtung der jüdischen Bevölkerung im Bezirk aus (oft schlagwortartig Judaisierung Galiläas genannt), in dessen Rahmen das Wohnungsbauministerium schließlich 60 neue Orte gründete. Im April 1976 verfasste Koenig das später nach ihm benannte Koenig-Memorandum (מִסְמַךְ קֶנִיג Mismach Kenig) zum behördlichen Umgang mit Fragen des Arabischen Sektors in Galiläa. Nachdem ʿAl haMischmar das Memorandum im September 1976 geleakt hatte, löste dies öffentliche Empörung aus und leitete die grundsätzliche Neubestimmung der Regierungshaltung und -praxis gegenüber dem arabischen Gesellschaftssegment Israels ein. Die Regierung beließ Koenig dennoch noch lange im Amt, so dass er seine Pläne weiterverfolgen konnte.
Ursache der Spannungen war die Art der Standortwahl für neue Gründungen. Wie Stef Wertheimer in der Debatte über Miʿilya in der Knesset ausführte, die er und Tawfiq Ṭubi per Antrag zur Geschäftsordnung am 18. Juli 1979 auf die Tagesordnung gebracht hatten, bot der dünn besiedelte Norden Israels doch genug Raum für neue Ortsgründungen wie in Jaʿad und später beim Gewerbegebiet Migdal Tefen, ohne die Menschen in bestehenden Ortschaften gegen die Entwicklung aufzubringen.
Weite Teile israelischen Bodens, sowohl innerhalb von Gebietskörperschaften wie in gemeindefreien Gebieten sind nach massenhaften Verstaatlichungen in osmanischer Zeit bis heute so genanntes staatliches Miri-Land, befindet sich also nicht im Eigentum Privater oder nichtstaatlicher Körperschaften (wie Religionsgemeinschaften, Firmen). Doch mit Deckung seiner Vorgesetzten bestimmte Koenig, neue jüdisch bewohnte Orte in sichtbarer Nähe zu bestehenden arabisch bewohnten Ansiedlungen zu gründen – soweit geographisch möglich – in exponierter Lage oberhalb dieser. Entsprechend bezeichnet die Bezirksraumplanung solch Neugründungen als Mizpim (Pluralform von hebräisch מִצְפֶה Mizpeh, deutsch ‚Warte‘).

## Demographie
Der Nordbezirk ist der einzige Bezirk Israels mit einer arabischen Bevölkerungsmehrheit.
Die Bevölkerungsdaten des Israelischen Zentralbüros für Statistik aus dem Jahr 2005 ergeben folgendes Bild:
- Gesamtbevölkerung: 1.185.400
- Ethnische Zusammensetzung:
  - Araber: 622.400 (52,5 %)
  - Juden: 523.400 (44,2 %)
  - Andere: 39.600 (3,3 %)
- Religiöse Zusammensetzung:
  - Juden: 523.400 (44,2 %)
  - Muslime: 443.800 (37,4 %)
  - Drusen: 93.000 (7,8 %)
  - Christen: 87.500 (7,4 %)
  - Unbekannt: 35.400 (3 %)
- Bevölkerungsdichte: 265/km²

## Gliederung
Der Nordbezirk ist in fünf Unterbezirke (hebräisch נפות nafot) unterteilt, gliedert sich in 17 Stadtverwaltungen (hebräisch עיריות ʿirijot), 61 Gemeindeverwaltungen (hebräisch מועצות מקומיות moʿazot meqomijjot) und 15 Regionalverwaltungen (hebräisch מועצות אזוריות moʿazot asorijjot) (Stand 2005).
| Unterbezirke: Nafot hebräisch נָפוֹת                                                                              | Stadtverwaltungen: ʿIrijjot hebräisch עִירִיּוֹת | Gemeindeverwaltungen: Moʿazot Meqomijjot hebräisch מוֹעָצוֹת מְקוֹמִיּוֹת | Regionalverwaltungen: Moʿazot Asorijjot hebräisch מוֹעָצוֹת אֵזוֹרִיּוֹת |
| --- | --- | --- | --- |
| Unterbezirk Akko hebräisch נְפַת עַכּוֹ (נפת עכו)                                                                    | - Akkon arabisch عكا hebräisch עַכּוֹ (עכו) - Karmi’el arabisch كارميل hebräisch כַּרְמִיאֵל (כרמיאל) - Maʿalot-Tarschicha arabisch معالوت ترشیحا hebräisch מַעֲלוֹת-תַרשִׁיחָא (מעלות-תרשיחא) - Naharija arabisch نهاريا hebräisch נַהֲרִיָּה (נהריה) - Sachnin arabisch سخنين hebräisch סַחְ'נִין (סחנין) - Schagor arabisch الشاغور hebräisch שָׁגוֹר (שגור) - Schfarʿam arabisch شفا عمرو hebräisch שְׁפַרְעָם (שפרעם) - Tamra arabisch طمرة hebräisch טַמְרָה (טמרה) | - Abu Snan arabisch أبو سنان hebräisch אַבּוּ סְנָן (אבו סנאן) - ʿArraba arabisch عرّابة hebräisch עַרָבָּה (עראבה) - Bayt Dschann arabisch بيت جن hebräisch בֵּית גַ'ן (בית ג'ן) - Biʿina arabisch بعنة hebräisch בִּעְנָה (בענה) - Bir al-Maksur arabisch بير المكسور hebräisch בִּיר אל-מַכְּסוּר (ביר אל-מכסור) - Dayr al-Asad arabisch دير الأسد hebräisch דֵיר אֶל-אַסַד (דיר אל-אסד) - Dschudayda-Makr arabisch جديدة-مكر hebräisch גֻ'דֵידָה-מַכְּר (ג'דיידה-מכר) - Dschulis arabisch جولس hebräisch ג'וּלִס (ג'וליס) - Fassuta arabisch فسّوطه hebräisch פַסּוּטָה (פסוטה) - Churfaysch arabisch حرفيش hebräisch חֻרְפֵישׁ (חורפיש) - Iʿbillin arabisch إعبلين hebräisch אִעְבְּלִין (אעבלין) - Januch-Dschatt arabisch يانوح-جت hebräisch יָנוּחַ-גַ'תּ (יאנוח-ג'ת) - Javne'el arabisch يفنيئيل hebräisch יַבְנְאֵל (יבנאל) - Jirka arabisch يركا hebräisch יִרְכָּא (ירכא) - Kabul arabisch كابول hebräisch כָּאבּוּל (כאבול) - Kafr Jasif arabisch كفر ياسيف hebräisch כַּפְר יָסִיף (כפר יאסיף) - Kaukab Abu al-Hidscha arabisch كوكب أبو الهيجا hebräisch כַּוּכַּבּ אַבּוּ אל-הִיגַ'א (כאוכב אבו אל-היג'א) - Kfar Wradim arabisch كفار فراديم hebräisch כְּפַר וְרָדִים (כפר ורדים) - Kisra-Sume arabisch كسرا-سميع hebräisch כִּסְרָא-סֻמֵיע (כיסרא-סמיע) - Madschd al-Krum arabisch مجد الكروم hebräisch מַגְ'ד אל-כֻּרוּם (מג'ד אל-כרום) - Masraʿa arabisch المزرعة hebräisch מַזְרַעָה (מזרעה) - Miʿilja arabisch معليا hebräisch מִעִלְיָא (מעיליא) - Nachf arabisch نحف hebräisch נַחְף (נחף) - Peqiʿin arabisch البقيعة hebräisch פְּקִיעִין (פקיעין) - Rama arabisch الرامة hebräisch רָמָה (ראמה) - Sadschur arabisch ساجور hebräisch סָג'וּר (סאג'ור) - Schaʿab arabisch شعب hebräisch שַׁעַבּ (שעב) - Schlomi arabisch شلومي hebräisch שְׁלוֹמִי (שלומי) | - Ha-Galil ha-ʿElion hebräisch מוֹעָצָה אֲזוֹרִית הַגָּלִיל הַעֶלְיוֹן (מועצה אזורית הגליל העליון) - Maʿale Josef hebräisch מוֹעָצָה אֲזוֹרִית מַעֲלֶה יוֹסֵף (מועצה אזורית מעלה יוסף) - Matteh Ascher hebräisch מוֹעָצָה אֲזוֹרִית מַטֶּה אָשֵׁר (מועצה אזורית מטה אשר) - Misgav hebräisch מוֹעָצָה אֲזוֹרִית מִשְׂגָּב (מועצה אזורית משגב)                                                                             |
| Unterbezirk Golanhöhen hebräisch נְפַת רָמַת הַגּוֹלָן (נפת רמת הגולן)                                                  | | - Bukʿata arabisch بقعاتة hebräisch בֻּקְעָאתָא (בוקעאתא) - ʿAyn Qunije arabisch عين قنية hebräisch עֵין קֻנִיֶּה (עין קנייא) - ʿAdschar arabisch غجر hebräisch עַ'גַ'ר (עג'אר) - Katzrin arabisch كتسرين hebräisch קַצְרִין (קצרין) - Madschdal Sams arabisch مجدل شمس hebräisch מַגְ'דַל שָׂמְס (מג'דל שמס) - Masʿade arabisch مسعدة hebräisch מַסְעַדֶה (מסעדה) | - Golan hebräisch מוֹעָצָה אֲזוֹרִית גּוֹלָן (מועצה אזורית גולן) |
| Unterbezirk Jisre'el (im Gebiet der Jesreelebene) hebräisch נְפַת יִזְרְעֶאל (נפת יזרעאל)                             | - Afula arabisch العفولة hebräisch עֲפוּלָה (עפולה) - Bet Sche’an arabisch بيسان hebräisch בֵּית שְׁאָן (בית שאן) - Migdal ha-ʿEmeq arabisch مجدال هاعيميك hebräisch מִגְדַּל הָעֶמֶק (מגדל העמק) - Nazareth arabisch الناصرة hebräisch נָצְרַת (נצרת) - Nof HaGalil arabisch نوف هچليل hebräisch נוֹף הַגָּלִיל (נוף הגליל) | - Basmat Tabʿun arabisch بسمة طبعون hebräisch בַּסְמֶת טַבְּעוּן (בסמת טבעון) - Buʿejne-Nudschedat arabisch بعينة-نجيدات hebräisch בועיינה-נוג'ידאת - Daburiyya arabisch دبورية hebräisch דַבּוּרִיָּה (דבורייה) - ʿAyn Mahil arabisch عين ماهل hebräisch עֵין מָהִל (עין מאהל) - Iksal arabisch إكسال hebräisch אִכְּסָאל (אכסאל) - ʿIllut arabisch عيلوط hebräisch עִלּוּט (עילוט) - Jaffa bei Nazareth arabisch يافة الناصرة hebräisch יָפִיעַ (יָפָא) - Kaʿabja-Tabasch-Chadschadschra arabisch كعبية طبش الحجاجرة hebräisch כַּעְבִּיָּה-טַבָּשׁ-חַגָ'גְ'רָה (כעביה-טבאש-חג'אג'רה) - Kfar Kama arabisch كفر كما hebräisch כַּפְר כַּמָא (כפר כמא) - Kafr Manda arabisch كفر مندا hebräisch כַּפְר מַנְדָא (כפר מנדא) - Maschad arabisch مشهد hebräisch מַשְׁהַד (משהד) - Rayna arabisch الرينة hebräisch רֵינָה (ריינה) - Ramat Jischai arabisch رمات يشاي hebräisch רָמַת יִשַּׁי (רמת ישי) - Schibli-Umm al-Ghanam arabisch الشبلي - أم الغنم hebräisch שִׁבְּלִי-אֻם אַל-גַנַם (שבלי-אום אל-גנם) - Turʿan arabisch طرعان hebräisch תֻּרְעָן (טורעאן) - Sarsir arabisch زرزير hebräisch זַרְזִיר (זרזיר) | - Emek ha-Maʿajanot hebräisch מוֹעָצָה אֲזוֹרִית עֵמֶק הַמַעֲיָינוֹת (מועצה אזורית עמק המעיינות) - Bustan al-Mardsch arabisch بستان المرج hebräisch מועצה אזורית בוסתאן אל מרג' - Gilboʿa hebräisch מוֹעָצָה אֲזוֹרִית הַגִלְבֹעַ (מועצה אזורית הגלבוע) - ʿEmeq Jisre'el hebräisch מוֹעָצָה אֲזוֹרִית עֵמֶק יִזְרְעֶאל (מועצה אזורית עמק יזרעאל) - Megiddo hebräisch מוֹעָצָה אֲזוֹרִית מְגִידוֹ (מועצה אזורית מגידו) |
| Unterbezirk Zefat bzw. Safed hebräisch נְפַת צְפַת (נפת צפת)                                                        | - Kirjat Schmona arabisch كريات شمونة hebräisch קִרְיַת שְׁמוֹנָה (קריית שמונה) - Safed arabisch صفد hebräisch צְפַת (צפת) | - Dschisch arabisch الجش hebräisch גִ'שׁ (ג'ש) - Chazor ha-Glilit arabisch حتسور هجليليت hebräisch חָצוֹר הַגְּלִילִית (חצור הגלילית) - Jesud ha-Maʿala arabisch يسود همعلاه hebräisch יְסוּד הַמַּעֲלָה (יסוד המעלה) - Metulla arabisch المطلة hebräisch מְטֻלָּה (מטולה) - Rosch Pinnah arabisch روش بينا hebräisch רֹאשׁ פִּנָה (ראש פינה) - Tuba-Sangharija arabisch طوبه زنغرية hebräisch טוּבָּא-זַנְגָרִיָה (טובא-זנגרייה) | - Merom ha-Galil hebräisch מוֹעָצָה אֲזוֹרִית מְרוֹם הַגָּלִיל (מועצה אזורית מרום הגליל) - Mevo'ot ha-Chermon hebräisch מוֹעָצָה אֲזוֹרִית מְבוֹאוֹת הַחֶרְמוֹן (מועצה אזורית מבואות החרמון) |
| Unterbezirk Kinneret (das Gebiet im Bereich des Sees Genezareth bzw. Tiberiassee) hebräisch נְפַת כִּנֶּרֶת (נפת כנרת) | - Tiberias arabisch طبرية hebräisch טְבֶרְיָה (טבריה) | - Dayr Channa arabisch دير حنا hebräisch דֵיר חַנָּא (דייר חנא) - ʿEylabun arabisch عيلبون hebräisch עֵילַבּוּן (עיילבון) - Kafr Kanna arabisch كفر كنا hebräisch כַּפְר כַּנָּא (כפר כנא) - Kfar Tavor arabisch كفر تافور hebräisch כְּפַר תָּבוֹר (כפר תבור) - Maghar arabisch المغار hebräisch מֻעָ'אר (מגאר) - Migdal arabisch مغدال hebräisch מִגְדָּל (מגדל) | - Al-Batuf arabisch البطوف hebräisch מועצה אזורית אל-בטוף - Ha-Galil ha-Tachton hebräisch מוֹעָצָה אֲזוֹרִית הַגָּלִיל הַתַּחְתּוֹן (מועצה אזורית הגליל התחתון) - Emek ha-Jarden hebräisch מוֹעָצָה אֲזוֹרִית עֵמֶק הַיַּרְדֵּן (מועצה אזורית עמק הירדן) |